# 柳内たくみ
柳内 たくみ（やない たくみ、? - ）は日本の小説家。東京都在住。

## 略歴
自衛官を経験後、2006年（平成18年）に自営業を開業する。本業の傍ら、投稿小説サイト「Arcadia」において小説『自衛隊 彼の地にて、斯く戦えり』を「とどく＝たくさん」名義で2006年（平成18年）4月から2009年（平成21年）6月にかけて連載する。
2010年（平成22年）4月12日、作品のタイトルを『ゲート 自衛隊 彼の地にて、斯く戦えり』と改め、アルファポリスより単行本1巻が刊行された。同作が一旦完結した後は外伝作品の他、『戦国スナイパー』『氷風のクルッカ 雪の妖精と白い死神』などのオリジナル作品も発表している。また、2017年（平成29年）からは『ゲートSeason2 自衛隊 彼の海にて、斯く戦えり』としてゲートの続編を刊行している。

## 作品リスト
- ゲート 自衛隊 彼の地にて、斯く戦えり（全10巻、イラスト：Daisuke Izuka（単行本）、黒獅子（文庫）、アルファポリス）
  - ゲートSeason2 自衛隊 彼の海にて、斯く戦えり（既刊5巻）
- 戦国スナイパー
講談社BOX（全5巻、イラスト：陸原一樹）
  1. 信長との遭遇篇（2012年（平成24年）4月3日発売 ISBN 978-4062837941）
  2. 謀略・本能寺篇（2012年（平成24年）7月3日発売 ISBN 978-4062838078）
  3. 信玄暗殺指令篇（2013年（平成25年）4月2日発売 ISBN 978-4062838351）
  4. 慶一郎絶体絶命篇（2014年（平成26年）8月2日発売 ISBN 978-4062838634）
  5. 壊れた歴史を修復せよ篇（2015年（平成27年）5月8日発売、ISBN 978-4062838849）

講談社文庫（全5巻、イラスト：ざいん）
  1. 信長との遭遇篇（2013年（平成25年）9月13日発売 ISBN 978-4062776134）
  2. 謀略・本能寺篇（2014年（平成26年）4月15日発売 ISBN 978-4062777834）
  3. 信玄暗殺指令篇（2015年（平成27年）4月15日発売 ISBN 978-4062930765）
  4. 慶一郎絶体絶命篇（2016年（平成28年）3月15日発売 ISBN 978-4062933193）
  5. 壊れた歴史を修復せよ篇 （2016年（平成28年）8月11日発売 ISBN 978-4062934343）
- IOTA 戦術機巧歩兵 彼女は危険な戦闘兵器（イラスト：クレタ、宝島社、2016年（平成28年）6月11日発売、ISBN 978-4800254849）
- Walhalla《ワルハラ》-e戦場の戦争芸術- （イラスト：ヨシモト、ブレイブ文庫、2018年（平成30年）6月28日発売、ISBN 978-4891994938）
- 氷風のクルッカ 雪の妖精と白い死神（全1巻、イラスト：有坂あこ、アルファポリス）
新書版（2012年（平成24年）5月29日発売、ISBN 978-4434167317）
アルファポリス文庫（2013年（平成25年）11月17日発売、ISBN 978-4434185946）
- 狐と戦車と黄金と 傭兵少女は赤字から逃げ出したい!（既刊1巻、イラスト：叶世べんち、MF文庫J）

## 映像化作品
テレビアニメ
- GATE 自衛隊 彼の地にて、斯く戦えり（2015年（平成27年）7月 - 9月、2016年（平成28年）1月 - 3月放送）